# Leiocephalus lunatus
Leiocephalus lunatus (санто-домінзька ігуана-крутихвіст) — вид ігуаноподібних ящірок родини Leiocephalidae. Ендемік Домініканської Республіки.

## Підвиди
Виділяють шість підвидів:
- Leiocephalus lunatus lunatus Cochran, 1934 — південне узбережжя Гаїті (між річками Хайна[en] і Осама[en]);
- Leiocephalus lunatus arenicolor Mertens, 1939 — південне узбережжя Гаїті (між містами Сан-Педро-де-Макоріс[en] і Бока-де-Шавон);
- Leiocephalus lunatus lewisi Schwartz, 1967 — південне узбережжя Гаїті (між річкою Осама і містом Бока-Чика);
- Leiocephalus lunatus louisae Cochran, 1934 — острів Саона[en];
- Leiocephalus lunatus melaenoscelis Schwartz, 1967 — острів Каталіна;
- Leiocephalus lunatus thomasi Schmidt, 1967 — крайній південний схід Домініканської республіки.

## Поширення і екологія
Санто-домінзькі ігуани-крутихвости поширені на південному узбережжі острова Гаїті та на сусідніх островах Саона і Каталіна. Вони живуть на пляжах, в прибережних чагарниках, трав'янистих саванах і манграх. Відкладають яйця.